# Mattheddleite
La mattheddleite è un minerale appartenente al gruppo dell'ellestadite.